# 고규필
고규필(高圭弼, 1982년 5월 2일 ~ )은 대한민국의 배우이며 10대 시절이던 1993년 《키드캅》에 출연했고 2002년 이전까지 공백기였다가 2003년 10월 KBS 공채 20기 탤런트로 정식 데뷔했다.

## 학력
- 백제예술대학 방송연예과
- 중앙대학교 연극영화학과

## 출연작

### 영화
- 《키드캅》 (1993년) - 상훈 역
- 《아 유 레디?》 (2002년) - 강제 친구 역
- 《황산벌》 (2003년) - 백제 왕자 7 역
- 《사랑을 놓치다》 (2006년) - 창근 역
- 《가족의 탄생》 (2006년) - 채현 / 경석 친구 1 역
- 《폭력써클》 (2006년) - 나상식 역
- 《누가 그녀와 잤을까?》 (2006년) - 승냥이 3 역
- 《나의 스캔들》 (2008년) - 석배 역
- 《아기와 나》 (2008년) - 기석 역
- 《마더》 (2009년) - 남고생 뚱뚱 역
- 《마이 블랙 미니드레스》 (2011년) - 유신 역
- 《범죄와의 전쟁: 나쁜놈들 전성시대》 (2012년) - 짝퉁소방차 1 역
- 《롤러코스터》 (2013년) - 마준규 매니져 역
- 《침입자》 (2014년) - 재영 역
- 《나의 사랑 나의 신부》 (2014년) - 정진 역
- 《베테랑》 (2015년) - 관할 순경 1 역 (첫 천만영화)
- 《뷰티 인사이드》 (2015년) - 우진108 역
- 《보고싶다》 (2016년) - 우영 부 역
- 《소년, 소녀를 만나다》 (2016년) - 우영 부 역
- 《리얼》 (2017년) - 민머리 역
- 《나를 기억해》 (2018년) - 문 형사 역
- 《메멘토모리》 (2018년) - 치섭 역
- 《너의 결혼식》 (2018년) - 구공자 역
- 《원더풀 고스트》 (2018년) - 봉구 역
- 《로망》 (2019년) - 젊은 천가 역
- 《삼촌》 (2019년) - 김 과장 역
- 《감쪽같은 그녀》 (2019년) - 동광 역
- 《정직한 후보》 (2020년) - 황 기자 역
- 《럭키 몬스터》 (2020년) - 농협직원 역 (우정출연)
- 《방법: 재차의》 (2021년) - 탁정훈 역
- 《새콤달콤》 (2021년) - 남자 레지던트 역
- 《스텔라》 (2022년) - 철규 역
- 《카운트》 (2023년) - 만덕 역
- 《범죄도시 3》 (2023년) - 초롱이 역 (본작의 신 스틸러. 백상어파 삼류깡패, 두 번째 천만영화)
- 《빈틈 없는 사이》 (2023년) - 구지우 역
- 《타로》 (2024년) - 고경래 역
- 《백수아파트》 (2025년) - 경석 역

### 드라마
- 《낭랑 18세》 (KBS2, 2004년) - 검사 역
- 《드라마시티 - 조선생 소년원에 가다》 (KBS2, 2004년) - 산 역
- 《드라마시티 - 우아하게 거절하는 법》 (KBS2, 2004년)
- 《불멸의 이순신》 (KBS1, 2004년) - 돌쇠 역
- 《미안하다, 사랑한다》 (KBS2, 2004년) - 방송 스텝 역
- 《서울 1945》 (KBS1, 2006년) - 어린 박창주 역
- 《드라마시티 - 틈》 (KBS2, 2007년) - 만재 역
- 《사랑에 미치다》 (SBS, 2007년) - 차연두 역
- 《달려라 고등어》 (SBS, 2007년) - 장동건 역
- 《청춘예찬》 (KBS1, 2009년) - 한심 역
- 《천추태후》 (KBS2, 2009년) - 장명길 역
- 《해운대 연인들》 (KBS2, 2012년) - 양가준 역
- 《KBS 드라마 스페셜 - 엄마의 섬》 (KBS2, 2013년)
- 《총리와 나》 (KBS2, 2013년) - 총리 경호원 역
- 《KBS 드라마 스페셜 - 부정주차》 (KBS2, 2014년) - 박호식 역
- 《연애 말고 결혼》 (tvN, 2014년) - 주문한 치킨을 대신 받는 남자 역
- 《징비록》 (KBS1, 2015년) - 홍내관 역
- 《파랑새의 집》 (KBS2, 2015년)
- 《너를 기억해》 (KBS2, 2015년) - 박수용 역
- 《디 데이》 (JTBC, 2015년) - 유명현 역
- 《장사의 신 - 객주 2015》 (KBS2, 2015년)
- 《퐁당퐁당 Love》 (MBC, 2015년) - 단비의 학교 수학선생님 역
- 《무림학교》 (KBS2, 2016년)
- 《한 번 더 해피엔딩》 (MBC, 2016년) - 나현기 역
- 《앙마 다이어리》 (네이버 TV, 2016년) - 시종 역
- 《또! 오해영》 (tvN, 2016년) - 중국집 배달원 역
- 《38사기동대》 (OCN, 2016년) - 정자왕 역
- 《푸른 바다의 전설》 (SBS, 2016년) - 한성태 역
- 《세가지색 판타지 - 우주의 별이》 (MBC, 2017년) - 고매니저 역
- 《그녀를 찾아줘》 (KBS2, 2017년) - 고규필 역
- 《드라마 스테이지 - 소풍 가는 날》 (tvN, 2017년)
- 《애간장》 (OCN, 2018년)
- 《검법남녀》 (MBC, 2018년) - 장성주 역
- 《라이프 온 마스》 (OCN, 2018년) - 인성상회 양씨 역
- 《뷰티 인사이드》 (JTBC, 2018년) - 일일 한세계 역 (특별출연)
- 《열혈사제》 (SBS, 2019년) - 오요한 역
- 《세상에서 제일 예쁜 내 딸》 (KBS2, 2019년) - 순경 역 (특별출연)
- 《검법남녀 2》 (MBC, 2019년) - 장성주 역
- 《배가본드》 (SBS, 2019년) - 박광덕 역
- 《사랑의 불시착》 (tvN, 2019년) -  홍창식
- 《방법》 (tvN, 2020년) - 탁정훈 역
- 《저녁 같이 드실래요?》 (MBC, 2020년) -  박진규 역
- 《편의점 샛별이》 (SBS, 2020년) - 편의점 알바생 역 (특별출연)
- 《카이로스》 (MBC, 2020년) - 김진호 역
- 《타임즈》 (OCN, 2021년) - 다단계 회사 관계자 역 (특별출연)
- 《나빌레라》 (tvN, 2021년) - 발레 지망생 역 (특별출연)
- 《홍천기》 (SBS, 2021년) - 고필 역
- 《연모》 (KBS2, 2021년) - 홍 내관 역
- 《크레이지 러브》 (KBS2, 2022년) - 주준팔 역
- 《지금부터, 쇼타임!》 (MBC, 2022년) - 마동철 역
- 《장미맨션》 (TVING, 2022년) - 오범 역
- 《아다마스》 (tvN, 2022년) - 공대철 역 (특별출연)
- 《형사록》 (Disney+, 2022년) - 공 총무 역
- 《사랑이라 말해요》 (Disney+, 2023년) - 마트 점원 역 (특별 출연)
- 《가슴이 뛴다》 (KBS2, 2023년) - 박동섭 역
- 《형사록 2》 (Disney+, 2023년) - 공하늘 역
- 《도적: 칼의 소리》 (Netflix, 2023년) - 한태주 역
- 《야한(夜限) 사진관》 (ENA, 2024년)
- 《비밀은 없어》 (JTBC, 2024년) - 윤지후 역
- 《타로 : 일곱 장의 이야기》 (스튜디오 X+U & U+모바일tv, 2024년)
- 《열혈사제 Part Ⅱ》 (SBS, 2024년) - 오요한 / 오초롱 역
- 《넉 오프》 (Disney+, 2025년) - 돈까스 역

## 예능
- 2017년 tvN 《인생술집》 - 게스트 (26화, 6월 29일 방송분 출연)
- 2019년 tvN 《시베리아 선발대》 - 고정출연
- 2020년 tvN 《바닷길 선발대》 - 고정출연
- 2023년 JTBC 《부름부름 대행사》 - 고정출연
- 2023년 MBC every1 《위대한 가이드》 - 고정출연

## 수상 및 후보
| 연도 | 시상식                      | 부문                                                            | 작품            | 결과 |
| ---- | --------------------------- | --------------------------------------------------------------- | --------------- | ---- |
| 2019 | MBC 연기대상                | 월화/특별기획 부문 남자 조연상                                  | 검법남녀 2      | 후보 |
| 2019 | SBS 연기대상                | 조연상 가디언즈 오브 구담 팀(with 고준, 백지원, 안창환, 전성우) | 열혈사제        | 수상 |
| 2020 | MBC 연기대상                | 남자 조연상                                                     | 카이로스        | 후보 |
| 2023 | 제14회 코리아 드라마 어워즈 | 남자 핫 스타상                                                  | 가슴이 뛴다     | 수상 |
| 2024 | SBS 연기대상                | 신스틸러상                                                      | 열혈사제 Part Ⅱ | 수상 |

1. ↑  김시균 (2018년 8월 22일). “`베테랑` 순경 役 고규필 "질리지 않는 배우 될게요"”. 매일경제. 2024년 1월 26일에 확인함.
2. ↑  김시균 (2018년 8월 22일). “`베테랑` 순경 役 고규필 "질리지 않는 배우 될게요"”. 매일경제. 2024년 1월 26일에 확인함.